# Vielka Arias
Vielka Paola Arias (* 1. Juni 2003) ist eine costa-ricanische Leichtathletin, die sich auf den Stabhochsprung spezialisiert hat und in dieser Disziplin Inhaberin des Landesrekordes ist. 

## Sportliche Laufbahn
Erste internationale Erfahrungen sammelte Vielka Arias im Jahr 2021, als sie bei den Zentralamerikameisterschaften in San José mit übersprungenen 2,80 m die Bronzemedaille hinter den Salvadorianerinnen Andrea Velasco und Fatima Soto gewann. Im Jahr darauf sicherte sie sich bei den Zentralamerikameisterschaften in Managua mit der costa-ricanischen 4-mal-100-Meter-Staffel in 50,22 s die Silbermedaille hinter dem Team aus Nicaragua und 2023 gewann sie bei den Zentralamerikameisterschaften in San José mit 3,30 m erneut die Bronzemedaille, diesmal hinter den Salvadorianerinnen Andrea Velasco und Andrea Machuca. Zudem kam sie im 100-Meter-Hürdenlauf nicht ins Ziel. Anschließend belegte sie bei den Zentralamerika- und Karibikspielen in San Salvador mit neuem Landesrekord von 3,75 m den siebten Platz im Stabhochsprung, ehe sie wenige Tage später bei den U23-NACAC-Meisterschaften in San José mit 3,55 m die Bronzemedaille hinter der US-Amerikanerin Sydney Horn und Heather Abadie gewann. Zudem sicherte sie sich dort mit der 4-mal-400-Meter-Staffel in 4:09,81 min die Bronzemedaille hinter den Teams aus den Vereinigten Staaten und Jamaika.
In den Jahren 2022 und 2023 wurde Arias costa-ricanische Meisterin im Stabhochsprung.